# Castanet-le-Haut

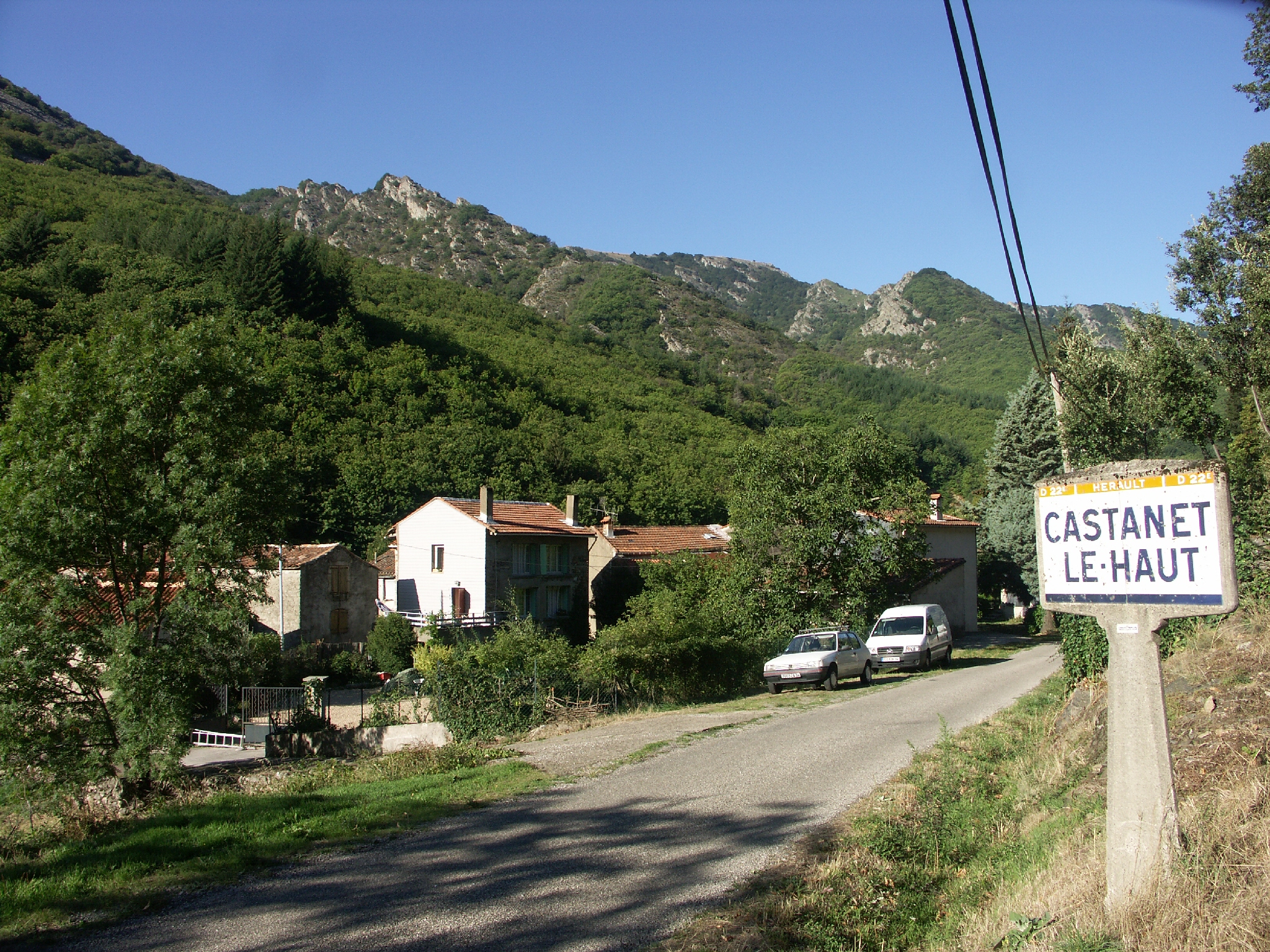
Castanet-le-Haut

Castanet-le-Haut – miejscowość i gmina we Francji, w regionie Oksytania, w departamencie Hérault.

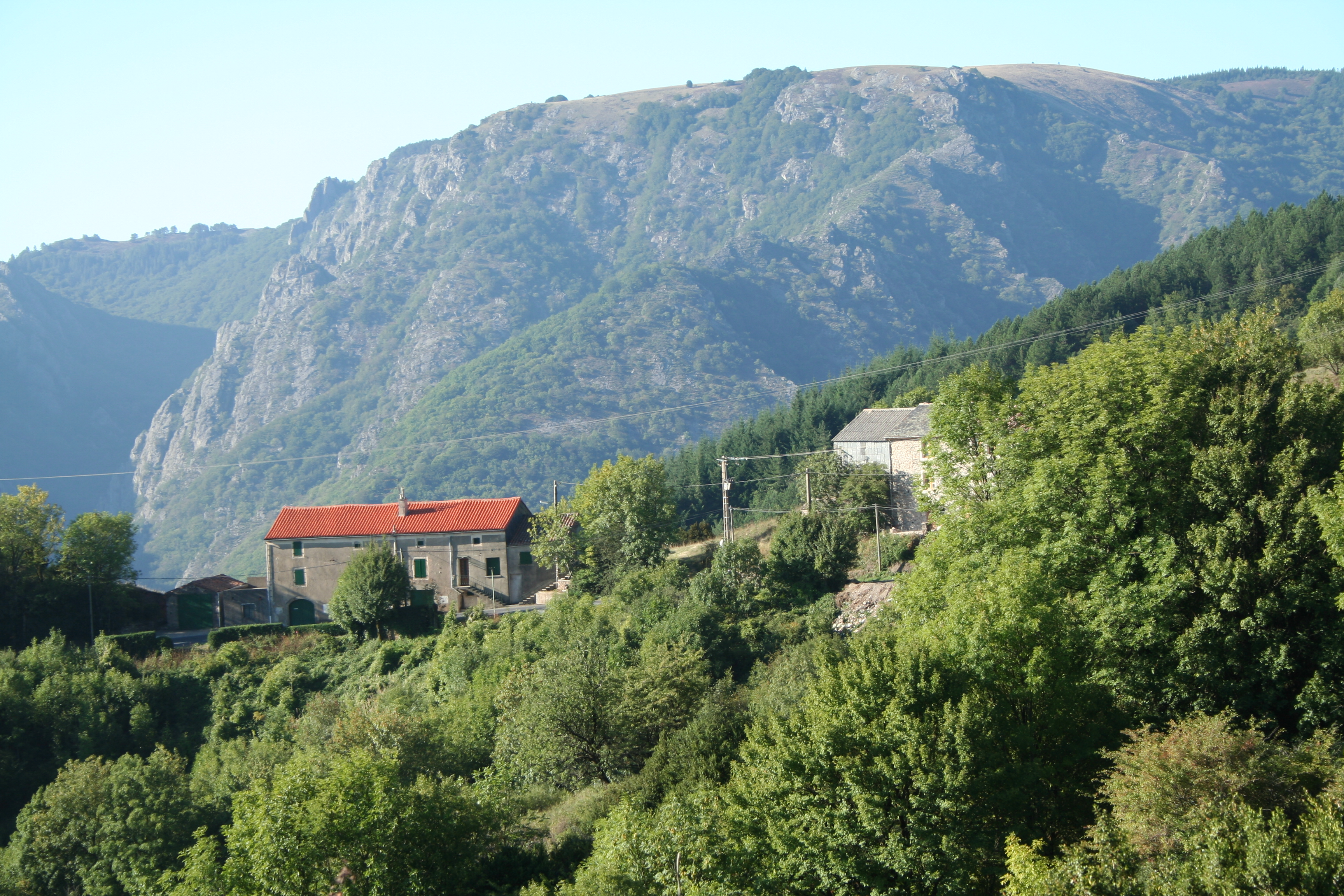
Croix de Mounis, l'Espinouse

Według danych na rok 1990 gminę zamieszkiwało 148 osób, a gęstość zaludnienia wynosiła 5 osób/km² (wśród 1545 gmin Langwedocji-Roussillon Castanet-le-Haut plasuje się na 755. miejscu pod względem liczby ludności, natomiast pod względem powierzchni na miejscu 195.).